# Santa Rosa (Valencia)
Pour les articles homonymes, voir Santa Rosa.
Santa Rosa est l'une des neuf paroisses civiles de la municipalité de Valencia dans l'État de Carabobo au Venezuela. Sa capitale est Valencia, chef-lieu de la municipalité et capitale de l'État, dont elle constitue l'une des huit divisions territoriales et un des quartiers sud-est.

## Géographie

### Description
Santa Rosa constitue l'un des quartiers de la ville de Valencia qui est sa capitale, et notamment les quartiers sud-est.

## Transports
La paroisse civile est desservie par les stations Lara, Michelena, Santa Rosa, Palotal, Las Ferias et Monumental, soit six des neuf stations de la ligne 1 du métro de Valencia toutes situées sur l'avenue Las Ferias.

## Lieux d'intérêt
Santa Rosa abrite l'arène de corrida dite plaza de Toros.

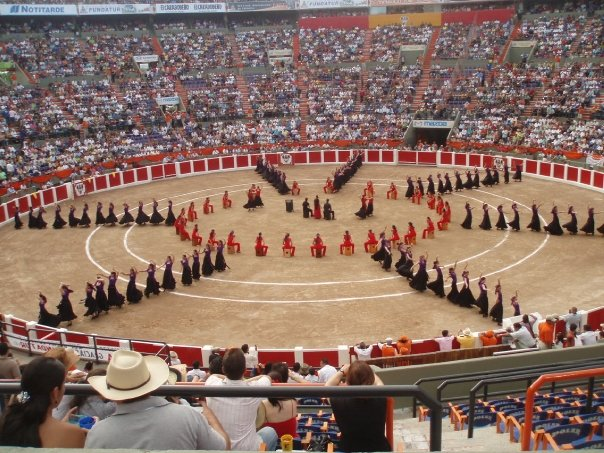
La plaza de toros.